# 普拉德 (塔恩省)
普拉德（法語：Prades，法語發音：[pʁad] ⓘ）是法国奥克西塔尼大区塔恩省的一个市镇，属于卡斯特尔区。

## 地理
普拉德（43°36'48"N, 1°58'25"E）面积5.24 平方千米，位于法国奧克西塔尼大區塔恩省，该省份为法国南部内陆省份，北起顺时针与阿韦龙省、埃罗省、奥德省、上加龙省和塔恩-加龙省接壤。
与普拉德接壤的市镇（或旧市镇、城区）包括：贝特尔、马格兰、皮洛朗斯、圣保罗卡普德茹、泰索德。

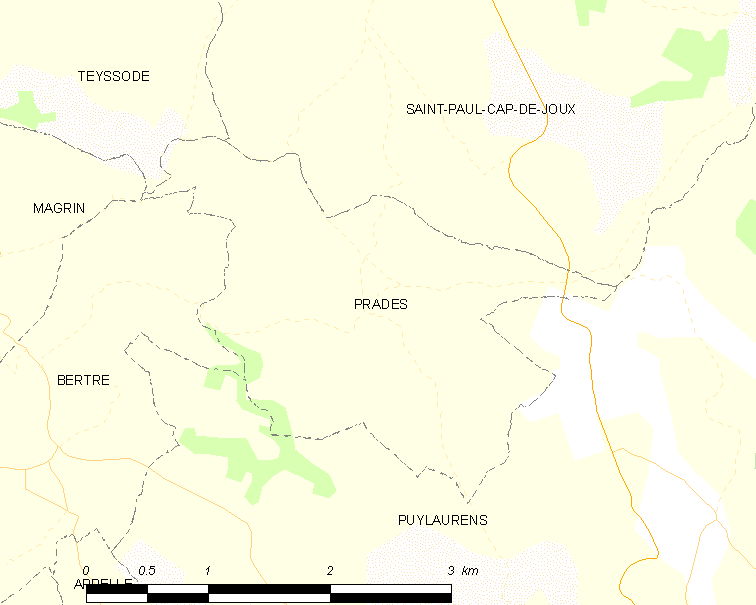
的OSM定位图

普拉德的时区为UTC+01:00、UTC+02:00（夏令时）。

## 行政
普拉德的邮政编码为81220，INSEE市镇编码为81212。

## 政治
普拉德所属的省级选区为阿古平原县。

## 人口

1962-2008年间人口变化图示

普拉德于2022年1月1日时的人口数量为118人。